# Carlos Ortiz
Carlos Ortiz (ur. 9 września 1936 w Ponce, zm. 13 czerwca 2022 w Nowym Jorku) – portorykański bokser, zawodowy mistrz świata kategorii junior półśredniej i lekkiej.
Urodził się w Portoryko. Gdy miał 8 lat, jego rodzina przeprowadziła się z nim do Nowego Jorku. Tam jako dziecko i młodzieniec walczył w wielu walkach ulicznych. W wieku 18 lat został bokserem zawodowym. Pierwszą walkę zawodową stoczył w 1955. Wygrał pierwsze 20 walk, dopiero w kolejnej, z Lou Filippo w marcu 1957, został początkowo zdyskwalifikowany za faul, a potem werdykt zmieniono na no decision. Później wygrał jeszcze 4 walki w 1957 (w tym rewanż z Filippo), a w 1958 po wygraniu dwóch kolejnych poniósł pierwszą porażkę z Johnnym Busso na punkty. Następnie wygrał z Busco i z Dave’em Charnleyem oraz przegrał z Kennym Lane’em (wszyscy ci trzej pięściarze walczyli w tym okresie z Joem Brownem o tytuł mistrza świata wagi lekkiej).
W 1959 najpierw pokonał Lena Matthewsa, a 12 czerwca 1959 w Nowym Jorku ponownie zmierzył się z Kennym Lane, tym razem o tytuł mistrza świata w wadze junior półśredniej. Była to pierwsza walka o ten tytuł od 13 lat, odkąd zrezygnował z niego Tippy Larkin. Ortiz zwyciężył przez techniczny nokaut w 2. rundzie i został nowym mistrzem świata. Obronił tytuł wygrywając z Battlingiem Torresem przez nokaut w 10. rundzie 4 lutego 1960 w Los Angeles i z Duilio Loi na punkty 15 czerwca tego roku w Daly City. W walce rewanżowej 1 września 1960 w Mediolanie Loi wygrał na punkty odbierając Ortizowi tytuł mistrza świata. Ortiz pokonał następnie Cisco Andrade i po raz trzeci zmierzył się z Loi próbując odzyskać pas mistrzowski, ale przegrał na punkty w Mediolanie 10 maja 1961. W tym samym roku pokonał na punkty znanych bokserów Paulo Rosiego i Douga Vaillanta.
Większość byłych czempionów próbuje sił w wyższej kategorii wagowej, ale Ortiz postąpił odwrotnie. 21 kwietnia 1962 w Las Vegas zmierzył się z mistrzem świata w wadze lekkiej Joem Brownem i odebrał mu tytuł po jednogłośnej wygranej na punkty. W obronie tytułu pokonał Teruo Kosakę 3 grudnia 1962 w Tokio przez nokaut w 5. rundzie, Douga Vaillanta 7 kwietnia 1963 w San Juan przez techniczny nokaut w 13. rundzie, ówczesnego mistrza wagi junior lekkiej Flasha Elorde’a 15 lutego 1964 w Manili przez techniczny nokaut w 14. rundzie oraz ponownie Kenny’ego Lane’a 11 kwietnia 1964 w San Juan na punkty.
Stracił tytuł 10 kwietnia 1965 w mieście Panama po niejednogłośnej przegranej z Ismaelem Laguną (walkę sędziował w ringu były mistrz świata wagi ciężkiej Jersey Joe Walcott). W rewanżu 13 listopada tego roku w San Juan Ortiz odzyskał tytuł po jednogłośnej wygranej na punkty (tym razem sędzią ringowym był inny były mistrz świata w wadze ciężkiej Rocky Marciano). Następnie Ortiz zremisował w towarzyskiej walce z przyszłym mistrzem świata w wadze junior półśredniej Nicolino Locche, a w obronie tytułu wygrał 20 czerwca 1966 w Pittsburghu z Johnnym Bizarro przez techniczny nokaut w 12. rundzie. W kolejnej walce o tytuł zmierzył się z byłym mistrzem wagi piórkowej Sugarem Ramosem 22 października tego roku w mieście Meksyk (sędzią ringowym był inny były mistrz świata Billy Conn). Wygrał przez TKO w 5. rundzie, ale prezydent WBC uznał, że walka została niesłusznie wstrzymana. Zaakceptował wygraną Ortiza zobowiązując go do dania rewanżu Ramosowi. Ortiz najpierw obronił tytuł wygrywając ponownie z Flashem Elorde przez nokaut w 14. rundzie 28 listopada 1966 w Nowym Jorku, a 1 lipca 1967 w San Juan pokonał Ramosa przez techniczny nokaut w 4. rundzie. 16 sierpnia tego roku obronił po raz kolejny tytuł po zwycięstwie w Nowym Jorku na punkty z Ismaelem Laguną.
29 czerwca 1968 w Santo Domingo stracił tytuł po niejednogłośnej porażce na punkty z Carlosem Teo Cruzem. Potem stoczył jedną walkę w 1969 i zrobił przerwę w karierze bokserskiej do grudnia 1971. Wygrał potem kolejno 9 walk, a 20 września 1972 w Madison Square Garden w Nowym Jorku przegrał przez techniczny nokaut w 6. rundzie z byłym mistrzem świata wagi lekkiej Kenem Buchananem. Po tej walce ostatecznie wycofał się.
Carlos Ortiz został wybrany w 1991 do Międzynarodowej Bokserskiej Galerii Sławy.